# فينتا
فينتا (بالإنجليزية: Venta) هي منطقة سكنية تقع في ليتوانيا في Akmenė district municipality. يقدر عدد سكانها بـ 3,412 نسمة .